# NGC 6129
NGC 6129 é uma galáxia lenticular (S0) localizada na direcção da constelação de Corona Borealis. Possui uma declinação de +37° 59' 47" e uma ascensão recta de 16 horas, 21 minutos e 43,2 segundos.
A galáxia NGC 6129 foi descoberta em 30 de Maio de 1791 por William Herschel.